# Zentralmoschee Madrid
Die Zentralmoschee Madrid (spanisch Mezquita Central de Madrid), auch bekannt als Abu-Bakr-Moschee (Mezquita Abu-Bakr, benannt nach dem Nachfolger Mohammeds), befindet sich an der Straße Anastasio Herrero im Viertel Cuatro Caminos im Madrider Bezirk Tetuán.

## Geschichte
Der Bau war bei seiner Eröffnung 1988 die erste Moschee seit der Einnahme der Stadt durch die Truppen von Alfons VI. von León und Kastilien und der damit verbundenen Vertreibung der Mauren im Jahr 1085.
Entworfen von dem Architekten Juan Mora Urbano ist das Gebäude Sitz der Unión de Comunidades Islámicas de España (Union der islamischen Gemeinden in Spanien) sowie der Islamischen Gemeinde von Madrid. Die Moschee hat einen Kooperationsvertrag mit der Autonomen Gemeinschaft Madrid und mit dem spanischen Staat durch die Islamische Kommission Spaniens.

## Beschreibung
Das Gebäude verteilt sich über vier Stockwerke und besitzt neben dem Gebetsraum und Büros auch eine Kindertagesstätte, eine Schule, eine Bibliothek, ein Auditorium und ein Ladengeschäft. Die Moschee übernimmt somit religiöse, gemeinnützige, schulische, kulturelle und soziale Funktionen und hat mit der in der islamischen Welt bekannten al-Azhar-Universität in Kairo ein Abkommen über die Ausbildung und Bereitstellung von Imamen vereinbart.